# Saint-Nicolas-de-la-Grave
Saint-Nicolas-de-la-Grave é uma comuna francesa na região administrativa de Occitânia, no departamento de Tarn-et-Garonne. Estende-se por uma área de 29,34 km². Em 2010 a comuna tinha 2 312 habitantes (densidade: 78,8 hab./km²).